# Skopin
Skopin (russisch Скопин) ist eine russische Stadt mit 30.376 Einwohnern (Stand 14. Oktober 2010) in der zentralrussischen Oblast Rjasan. Sie liegt 109 Kilometer südwestlich der Gebietshauptstadt Rjasan am Fluss Wjorda, in der von der Oka durchflossenen Ebene. Nächstgelegene Stadt ist Nowomitschurinsk, die 27 km nordöstlich von Skopin liegt.

## Geschichte
Skopin ist eine der ältesten Städte in der Oblast Rjasan. Im 12. Jahrhundert wurde unter dem Namen Licharewskoje Gorodischtsche (russisch: Лихаревское городище) eine Siedlung in der Nähe des heutigen Stadtgebietes gegründet. Im 16. Jahrhundert entstand ein Wachtposten an der südlichen Grenze des Moskauer Gebietes mit dem Namen Ostroschek (russisch: Острожек). Im ausgehenden 16. Jahrhundert hieß die Stadt zunächst Skopinskaja Sloboda, der Name Skopin ist dann für die Zeit um 1595 bis 1597 zum ersten Mal belegt. Dort ließ 1663 der Zar eine hölzerne Zitadelle (Kreml) errichten. Im 18. Jahrhundert verlor der Ort seine militärische Bedeutung.
Skopin war während der Schlacht um Moskau im Deutsch-Sowjetischen Krieg (1941–45) kurzzeitig von der deutschen Wehrmacht besetzt.
In den 1960er-Jahren erfolgte die Eingemeindung der in den 1940er-Jahren entstandenen Siedlung städtischen Typs Metallurg. 2004 wurden die gut 10 km südlich gelegene, 1927 als Pobedinski gegründete und 1963 in Saretschny umbenannte Siedlung städtischen Typs sowie die 6 km südwestlich gelegene, 1934 ebenfalls zur Siedlung städtischen Typs erhobene Bergarbeitersiedlung Oktjabrski (das Kohlebergwerk ist mittlerweile geschlossen) nach Skopin eingemeindet, nachdem sie bereits zuvor der Stadtverwaltung unterstanden hatten.

### Bevölkerungsentwicklung
| Jahr | Einwohner | Einwohner  | Einwohner                      | Einwohner | Einwohner |
| ---- | --------- | ---------- | ------------------------------ | --------- | --------- |
| Jahr | Skopin    | Oktjabrski | Pobedinski, ab 1963 Saretschny | Metallurg | gesamt    |
| 1897 | 13.247    |            |                                |           | 13.247    |
| 1939 | 13.250    | 2.481      | 1.165                          |           | 16.896    |
| 1959 | 17.957    | 5.599      | 4.305                          | 3.036     | 30.897    |
| 1970 | 24.429    | 5.563      | 4.837                          |           | 34.829    |
| 1979 | 26.608    | 5.227      | 4.302                          | 36.137    |           |
| 1989 | 28.912    | 5.599      | 3.798                          | 38.309    |           |
| 2002 | 25.092    | 4.936      | 3.147                          | 33.175    |           |
| 2010 | 30.376    |            |                                |           | 30.376    |

Anmerkung: Volkszählungsdaten

## Wirtschaft
Seit der zweiten Hälfte des 19. Jahrhunderts wurde im Randgebiet von Skopin Braunkohle gewonnen, die Förderung wurde 1989 eingestellt. Heute sind die Wirtschaftszweige der Stadt Maschinenbau, Leichtindustrie, Baumaterialien und Nahrungsmittelindustrie. Skopin ist außerdem für seine keramischen Produkte und feuerfeste Tonminerale bekannt.

## Söhne und Töchter der Stadt
- Ioann Dobroljubow (1838–1905), Lokalhistoriker, Priester
- Pawel Sytin (1870–1938), russischer und sowjetischer Offizier, Generalmajor der Zarenarmee
- Anatoli Nowikow (1896–1984), Komponist
- Wassili Orlow (1896–1974), sowjetischer Theater- und Filmschauspieler, Pädagoge
- Pawel Makarow (1897–1970), russischer und sowjetischer Militär, während des Bürgerkriegs – Saboteur und Spion für die Rote Armee
- Ksenija Serbina (1903–1990), Historikerin
- Alexander Afinogenow (1904–1941), Dramatiker
- Sergei Birjusow (1904–1964), Marschall der Sowjetunion
- Iwan Lukinski (1906–1986), sowjetischer Filmregisseur
- Wladimir Bunin (1908–1970), Komponist
- Anatoli Jegorow (1920–1997), Philosoph
- Nina Tamarina (1926–2018), Entomologin
- Sergei Choruschi (* 1941), Physiker, Philosoph, Übersetzer der Werke Joyces